# 北海道道873号小向元紋別線
北海道道873号小向元紋別線（ほっかいどうどう873ごう こむかいもともんべつせん）は、北海道紋別市内を結ぶ一般道道（北海道道）である。

## 概要

### 路線データ
- 起点：北海道紋別市小向（国道238号交点）
- 終点：北海道紋別市元紋別（国道238号交点）
- 路線延長：6.9km（総延長）

## 歴史
- 1976年（昭和51年）3月31日 路線認定[1]。

## 地理

### 通過する自治体
- オホーツク総合振興局
  - 紋別市

### 交差する道路
紋別市
- 国道238号 - 小向（起点）、元紋別（終点）
- 北海道道305号紋別丸瀬布線 - 元紋別

### 沿線にある施設など
紋別市
- 北紋バス本社 - 元紋別
- 元紋別簡易郵便局 - 元紋別